# Municipio de Goodwin (Arkansas)
El municipio de Goodwin (en inglés: Goodwin Township) es un municipio ubicado en el condado de St. Francis en el estado estadounidense de Arkansas. En el año 2010 tenía una población de 450 habitantes y una densidad poblacional de 3,66 personas por km².

## Geografía
El municipio de Goodwin se encuentra ubicado en las coordenadas 34°58′9″N 90°59′30″O / 34.96917, -90.99167. Según la Oficina del Censo de los Estados Unidos, el municipio tiene una superficie total de 123.07 km², de la cual 122,78 km² corresponden a tierra firme y (0,24 %) 0,3 km² es agua.

## Demografía
Según el censo de 2010, había 450 personas residiendo en el municipio de Goodwin. La densidad de población era de 3,66 hab./km². De los 450 habitantes, el municipio de Goodwin estaba compuesto por el 63,11 % blancos, el 34,89 % eran afroamericanos, el 0,44 % eran amerindios, el 0,22 % eran isleños del Pacífico, el 0,22 % eran de otras razas y el 1,11 % eran de una mezcla de razas. Del total de la población el 0,22 % eran hispanos o latinos de cualquier raza.